# 신주영 (야구인)
신주영(辛周榮, 1984년 2월 15일 ~ )은 전직 KBO 리그 한화 이글스의 투수였다. 그는 한대화 전직 감독 재임 시절, 기대를 한 몸에 받았으나 같은 사이드암 투수인 정민혁, 정재원 등에게 밀리며 출전 기회를 잡지 못했다. 2012 시즌 후 한화 이글스에서 방출되었다. 현재는 청주고등학교 야구부 코치로 활동 중이다.

## 출신 학교
- 우암초등학교
- 청주중학교
- 청주기계공업고등학교